# 刘尧昌
刘尧昌（英語：Newton Liu，1900年10月1日—1977年7月9日）籍贯湖北，沔阳，中华圣公会陕西传道区主教。

## 生平
1941年7月，基督教负伤将士服务协会长沙分会成立，刘尧昌任会长。
1947年10月28日，刘尧昌在武昌圣诞堂获祝圣为中华圣公会陕西传道区主教。
1956年8月13日至16日，西安基督教代表会议召开，与会代表201名。会议决定成立西安基督教三自爱国运动委员会，聂梦九任主席，田景福、王道生、刘尧昌、严芝圃、胡焕堂任副主席，田景福兼任秘书长。1958年8月，陕西省基督教第一届代表大会议召开，会议确定西安基督教三自爱国运动委员会为陕西省、西安市基督教联合组织，选举田景福为主席，常华光、刘尧昌为副主席。